# Steve Houanard
Steve Houanard, né le 2 avril 1986 dans le 16e arrondissement de Paris, est un coureur cycliste français, professionnel de 2009 à 2012.

## Biographie
Steve Houanard passe professionnel dans l'équipe néerlandaise Skil-Shimano en 2009, après avoir couru pour le Chambéry CF.
En septembre 2010, il signe un contrat l'engageant pour les deux années suivantes avec l'équipe AG2R La Mondiale. En 2011, il participe à son premier grand tour, le Tour d'Espagne, qu'il termine à la 133e place.
En fin de contrat avec AG2R, Steve Houanard est contrôlé positif à l'EPO le 21 septembre 2012. Il est suspendu provisoirement par l'UCI et mis à pied à titre conservatoire par son équipe, avant d'être suspendu deux ans le 18 janvier 2013. Sa suspension s'étend du 21 septembre 2012 au 8 octobre 2014. En 2015, il explique ainsi ce contrôle positif : « Le manageur Vincent Lavenu m'a annoncé au mois de septembre 2012 qu'il ne me conserverait pas à moins d'un coup d'éclat. Jusque-là, je n'avais jamais été tenté par le dopage. Mais j'étais coincé, je voulais sauver ma peau. J'ai été faible. »
Il rejoint le club amateur de l'US Maule en 2015. Fin avril, il remporte la dernière étape du Tour du Sénégal et se classe troisième du général. Le mois suivant, il gagne la cyclosportive « La Look ». Ayant obtenu durant sa période de suspension un BTS Négociation et relation client, il est parallèlement agent immobilier,.
Toujours en deuxième catégorie, il intègre l'effectif du VS Chartrain en 2017. Au mois de mars, il s'impose sur le Prix de l'Entente Cycliste, organisé entre Versailles et Satory.

## Palmarès
- 2006
  - Maillot des Jeunes
  - Grand Prix de Lillebonne
  - 2e étape du Tour du Béarn
  - 3e de La Gislard
- 2007
  - Tour Nivernais Morvan :
    - Classement général
    - 3e étape
- 2008
  - Trophée des champions
  - 2e du Grand Prix d'Annecy
  - 3e du Tour Alsace
- 2015
  - 6e étape du Tour du Sénégal
  - 3e et 11e étapes du Tour de l'Est International
  - 3e du Tour du Sénégal
  - 3e du Grand Prix de Pré-en-Pail
- 2016
  - La BerCycle :
    - Classement général
    - 1re étape (contre-la-montre)
- 2017
  - Versailles-Satory

## Résultats sur les grands tours

### Tour d'Espagne
1 participation
- 2011 : 133e

## Classements mondiaux
| Année           | 2008 | 2009  | 2010 |
| --------------- | ---- | ----- | ---- |
| UCI Europe Tour | 467e | 1052e | 493e |